# Amerila radama
Amerila radama är en fjärilsart som beskrevs av Paul Mabille 1879. Amerila radama ingår i släktet Amerila och familjen björnspinnare. Inga underarter finns listade i Catalogue of Life.